# مسجد سونا
مسجد سونا أو مسجد شوتو شونا أو مسجد القبة الذهبية الصغيرة (بالبنغالية: ছোট সোনা মসজিদ) يقع المسجد في منطقة شابي نوابغانج في بنغلاديش، وهو على بعد حوالي 3 كيلومتر إلى الجنوب من بوابة كوتوالي وعلى بعد 0.5 كيلومتر إلى الجنوب الشرقي من المجمع المغولي تاخهانا في حي فيروزبزر.

## التاريخ
بني المسجد في عهد السلطان حسين شاه بين عام 1493 وعام 1519، وكانت للمسجد خمسة عشر قبة واحده منهم كانت مذهبة، وقد اعطي المسجد اسم شوتو شونا مسجد (مسجد القبة الذهبية الصغيرة) بسبب هذه القبة، المسجد واحدة من المعالم الأثرية في بنغلاديش وقت تمت المحافظة عليه تحت رعاية دائرة الآثار والمتاحف والحكومة في بنغلاديش، يغطي المسجد مساحة كبيرة تغطي 42 متر من الشرق إلى الغرب وحوالي 43,5 متر من الشمال إلى الجنوب، وكان محاطا بواسطة جدار خارجي مع بوابة في منتصف الجانب الشرقي.

## تصميم

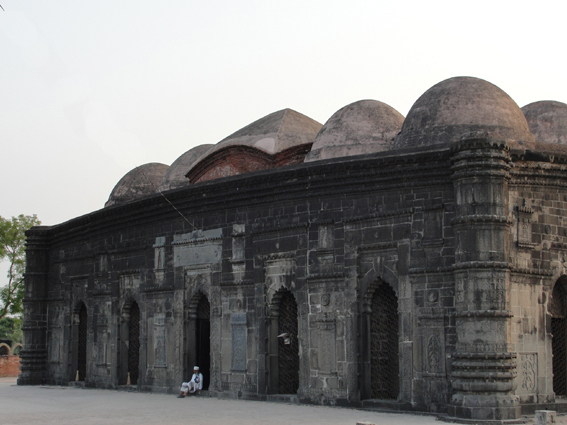
الجهة الخلفية لمسجد شوتو شونا

المسجد مبني من الطوب والحجر، وهو ذو شكل مستطيلة ذات أبعاد خارجية تبلغ 25.1 متر من الشمال إلى الجنوب وحوالي 15.9 متر من الشرق إلى الغرب، جميع الجدران الأربعة الخارجية والداخلية للمسجد مكسية بحجر الجرانيت، وقد اختفت هذه الحجارة من الجانب الجنوبي من الجدار الغربي بسبب أعمال صيانة بعد التدمير الذي حل بالمسجد بسبب الزلزال عام 1897، الزوايا الخارجية الأربعة تعززها ماذن متعددة الأضلاع، وهناك خمسة مداخل مقنطرة في الواجهة الشرقية وثلاثة على كل جدران لجهة الشمالية والجنوبية.
يبلغ قياس الجزء الداخلي للمسجد 21.2 متر وعرض 12.2 متر، وينقسم إلى ثلاثة ممرات بواسطة صفين من الأعمدة الحجرية وأربعة في كل صف، بالإضافة لصحن مركزي واسعة تقسمه الممرات إلى نصفين، كل نصف تظهر فيه ست وحدات مربعة متساوية مع الجانبين، الصحن لديه ثلاث وحدات مستطيلة الشكل يبلغ عرضها 3.5 متر وطولها 4.5 متر، واستخدم في بناء المسجد نحت الحجر ووضع الطوب والطين والتذهيب والبلاط المزجج في تزيين المبنى.

## الزخرفة
أهم زخرفات المسجد يستطيع الشخص أن ينظر إليها في الفناء الأمامي للمسجد، تم حفرها مؤخرا وتتكون من زخارف فسيفساء وحليات دائرية بألوان زرقاء وبيضاء، وعلى مسافة 14.5 متر إلى الشرق من البوابة الرئيسية هناك منصة حجرية تحتوي على قبرين منقوش عليهما آيات من القرآن الكريم وبعض أسماء الله الحسنى، ومن غير المعروف من المدفون فيهما، ويشير كانينغهام أن هذان القبرين هما قبر والي محمد باني المسجد والده علي.

## الوضع الحالي
بريق وجمال مسجد سونا ليس كما هو عليه الآن، لا سيما بسبب تجريد المسجد من المحاريب المزخرفة وتجريده أيضا من الباحة المزخرفة، ولكن يبقى مع ذلك واحد من أهم المعالم الأكثر جاذبية في غور لاخنوتي.